# Area no Kishi
Area no Kishi (яп. エリアの騎士 арэа но киси, «Паладин на поле», «Рыцарь на поле») — японская серия «лайт-новел», написанная Хироаки Игано и проиллюстрированная Каей Цукиямой. Аниме-сериал был сделан режиссёром Огурой Хирофуми на студии Shin-Ei Animation и транслировался в Японии с 7 января по 29 сентября 2012 года. Манга-версия Хироаки Игано выходила ежемесячно в журнале Weekly Shonen Magazine с 17 августа 2006 года по 17 декабря 2012 года и в настоящее время насчитывает 34 тома.

## Сюжет
Какэру Айдзава, младший брат талантливого футболиста Сугуру Айдзавы, мечтает всегда быть рядом с братом и помогать ему во всём. Когда-то Какэру играл в футбол вместе с братом, но после того, как он нанес травму своему товарищу по команде, больше не может забить ни одного гола. Поэтому сейчас Какэру работает менеджером команды.
Когда в их школу переводится Нана Мисимо, давняя подруга и товарищ по команде обоих братьев Айдзава, Какэру понимает, что всё ещё хочет играть в футбол сам. А вскоре жизнь Какэру окончательно меняется после трагического несчастного случая.

## Персонажи
Сугуру Айдзава (яп. 逢沢杰 Suguru Aizawa)
Старший брат Какэру. Гениальный полузащитник, капитан футбольной команды в школе Камакура, который даже играл за команду Японии в U-15. Знает о таланте Какэру, считает его идеальным паладином и его раздражает то, что Какэру не играет. Погиб в результате несчастного случая.
Сэйю: Фукуяма Дзюн, Кумаи Мотоко (ребёнок)
Какэру Айдзава (яп. 逢沢駆 Kakeru Aizawa)
Главный герой и младший брат Сугуру. Работал менеджером команды в школе Камакура и мечтал всегда и во всем помогать своему талантливому брату, не признаваясь даже себе, что всё ещё хочет играть в футбол. Когда-то в детстве во время игры он нанёс травму товарищу по команде и с тех пор больше не может забить ни одного гола из-за того, что боится использовать левую ногу во время игры. Какэру даже заработал прозвище «мистер нет гола». И вот однажды произошёл несчастный случай и Какэру пересаживают сердце Сугуру. Теперь, избавившись от своей главной слабости, Какэру полностью меняется. Он переходит в школу Эносима и вступает в школьный футбольный клуб.
Сэйю: Санпэи Юко
Нана Мисимо (яп. 美岛奈々 Nana Mishima)
Лучшая подруга Какэру Айдзава и менеджер футбольной команды Эносима, раньше была в одной команде с Сугуру и Какэру. Ходит в одну школу с Какэру. Играет в национальной женской футбольной команде Японии полузащитником. Имеет «7» номер. В футбольном мире известна как Маленькая ведьма, а Какэру зовёт её Севэн.
Сэйю: Ито Сидзука

### Футбольный клуб Эносимы
Поначалу в Эносиме было два футбольных клуба: любительский FC и считающийся официальным SC. В каждом из них был свой тренер и оба клуба соперничали между собой. Но вскоре после вступления Какэру в клуб FC оба клуба объединились в один.

## Манга
Манга Area no Kishi написана Хироаки Игано и иллюстрирована Каей Цукиямой. Серия публикуется в еженедельном журнале Weekly Shonen Magazine с 17 августа 2006 года по настоящее время и насчитывает пока что 34 тома, а каждый том состоит из глав.

### Тома 1-20
| №  | В Японии: дата публикации | В Японии: ISBN         |
| -- | ------------------------- | ---------------------- |
| 1  | 17 августа 2006           | ISBN 978-4-06-363712-0 |
| 2  | 15 сентября 2006          | ISBN 978-4-06-363725-0 |
| 3  | 17 ноября 2006            | ISBN 978-4-06-363749-6 |
| 4  | 16 февраля 2007           | ISBN 978-4-06-363794-6 |
| 5  | 17 апреля 2007            | ISBN 978-4-06-363819-6 |
| 6  | 15 июня 2007              | ISBN 978-4-06-363842-4 |
| 7  | 14 сентября 2007          | ISBN 978-4-06-363888-2 |
| 8  | 16 ноября 2007            | ISBN 978-4-06-363912-4 |
| 9  | 18 февраля 2008           | ISBN 978-4-06-363950-6 |
| 10 | 17 апреля 2008            | ISBN 978-4-06-363972-8 |
| 11 | 17 июня 2008              | ISBN 978-4-06-384001-8 |
| 12 | 12 августа 2008           | ISBN 978-4-06-384022-3 |
| 13 | 17 ноября 2008            | ISBN 978-4-06-384063-6 |
| 14 | 17 февраля 2009           | ISBN 978-4-06-384085-8 |
| 15 | 17 апреля 2009            | ISBN 978-4-06-384122-0 |
| 16 | 17 июня 2009              | ISBN 978-4-06-384146-6 |
| 17 | 17 августа 2009           | ISBN 978-4-06-384171-8 |
| 18 | 17 ноября 2009            | ISBN 978-4-06-384209-8 |
| 19 | 17 февраля 2010           | ISBN 978-4-06-384247-0 |
| 20 | 16 апреля 2010            | ISBN 978-4-06-384281-4 |

### Тома от 21
| №  | В Японии: дата публикации | В Японии: ISBN         |
| -- | ------------------------- | ---------------------- |
| 21 | 17 июня 2010              | ISBN 978-4-06-384312-5 |
| 22 | 17 сентября 2010          | ISBN 978-4-06-384362-0 |
| 23 | 17 декабря 2010           | ISBN 978-4-06-384417-7 |
| 24 | 17 февраля 2011           | ISBN 978-4-06-384444-3 |
| 25 | 15 апреля 2011            | ISBN 978-4-06-384474-0 |
| 26 | 17 июня 2011              | ISBN 978-4-06-384504-4 |
| 27 | 16 сентября 2011          | ISBN 978-4-06-384551-8 |
| 28 | 17 ноября 2011            | ISBN 978-4-06-384579-2 |
| 29 | 17 января 2012            | ISBN 978-4-06-384613-3 |
| 30 | 16 марта 2012             | ISBN 978-4-06-384642-3 |
| 31 | 15 июня 2012              | ISBN 978-4-06-384687-4 |
| 32 | 17 августа 2012           | ISBN 978-4-06-384731-4 |
| 33 | 17 октября 2012           | ISBN 978-4-06-384747-5 |
| 34 | 17 декабря 2012           | ISBN 978-4-06-384793-2 |
| 47 | 17 июль 2015              | ISBN 978-4-06-395437-1 |
| 48 | 16 октября 2015           | ISBN 978-4-06-395488-3 |
| 49 | 17 декабря 2015           | ISBN 978-4-06-395560-6 |